# Crinum longitubum
Crinum longitubum là một loài thực vật có hoa trong họ Amaryllidaceae. Loài này được Pax mô tả khoa học đầu tiên năm 1892.